# Sangla (Nepal)
Sangla (nep. साङला) – gaun wikas samiti w środkowej części Nepalu w strefie Bagmati w dystrykcie Katmandu. Według nepalskiego spisu powszechnego z 2001 roku liczył on 617 gospodarstw domowych i 3226 mieszkańców (1561 kobiet i 1665 mężczyzn).